# Istanbulski pogrom
Istanbulski pogrom ili Rujanski pogrom (grčki: Σεπτεμβριανά; turski: 6–7 Eylül Olayları) pogrom direktno usmjeren protiv grčke manjine u Istanbulu 6. i 7. rujna 1955. Židovi i Armenci koji su živjeli u gradu, kao i njihove radnje su također bili meta pogroma, kojim je rukovodila vlada Demokratske stranke premijera Adnana Menderesa.
U razdoblju od 9 sati, istanbulska grčka zajednica je došla pod udare turske rulje, čiji je veliki dio kamionima dovožen u grad za ovaj događaj. Iako zagovornici pogroma nisu javno pozvali na ubijanje Grka, između 13 i 16 Grka i najmanje jedan Armenac (uključujući dva pravoslavna svećenika) je umrlo tokom ili poslije pogroma kao posljedica prebijanja i paljenja kuća.
32 Grka je teško ranjeno. Kao dodatak, desetine Grkinja su bile silovane, a veliki broj muškaraca je obrezan od strane rulje. Fizička i materijalna šteta je bila značajna i više od 2.348 grčkih radnji, 110 hotela, 27 apoteka, 23 škole i 73 crkve i više od tisuću grčkih kuća je teško oštećeno ili uništeno.
Procjene štete variraju od 69,5 milijuna turskih lira koje je navodila turska vlada, preko 100 milijuna britanskih funti koju su spominjali britanski diplomatski izvori, zatim 150 milijuna američkih dolara koliko je procijenila Svetska unija crkava sve do 500 milijuna dolara koliko je procijenila grčka vlada.
Nemiri su ubrzali proces iseljavanja koji su doveli do nestanka grčke manjine u Turskoj. Od 200.000 koliko je imala 1924. godine, u 2006. grčka zajednica u Istanbulu je procijenjena na tek više od 2.500 osoba.
Povod za nerede su bile grčko-turske razmirice oko statusa Cipra. Turska vlada je organizirala ove nerede i stvorila je atmosferu za linč kroz medije i uz pomoć organiziranog bombaškog napada na turski konzulat u Solunu.
Svjetska javnost nije reagirala na ovaj događaj.

## Poveznice
- Armenski genocid

## Vanjske poveznice
- Stellungnahme des Ökumenischen Rats der Kirchen in Österreich (ÖRKÖ): Vor 50 Jahren zerstörte ein Pogrom das alte Konstantinopel
- Schrift der qantara: Pogrom an Istanbuler Griechen - Die dunkelste Nacht der Istiklal
- Schrift zu der Ausstellung Eine beschämende Geschichte - Fotodokumentation über die Pogrome vom 6./7. September 1955 der TÜDAY e.V.